# Tänassilma, Viljandimaa
Tänassilma är en by i Estland. Den ligger i Viljandi kommun (före kommunreformen 2017 i Viiratsi kommun) och landskapet Viljandimaa, 130  km sydost om huvudstaden Tallinn. Antalet invånare var 146 år 2011.
Tänassilma ligger 49 meter över havet och terrängen runt byn är mycket platt. Runt Tänassilma är det glesbefolkat, med 16 invånare per kvadratkilometer. Närmaste större samhälle är Viljandi, 17 km väster om Tänassilma. I omgivningarna runt Tänassilma växer i huvudsak blandskog.